# Ролосон, Дуэйн
А́льберт Дуэ́йн Ро́лосон (англ. Albert Dwayne Roloson; род. 12 октября 1969, Симко, Онтарио) — канадский хоккеист, игравший на позиции вратаря, ныне тренер. В настоящее время является тренером по катанию команды Западной хоккейной лиги (WHL) «Виктория Ройялс». Выступал за клубы Национальной хоккейной лиги (НХЛ): «Калгари Флэймз», «Баффало Сэйбрз», «Миннесота Уайлд», «Эдмонтон Ойлерз», «Нью-Йорк Айлендерс» и «Тампа Бэй Лайтнинг». На время локаута в НХЛ сезона 2004/05 играл в клубе Финской хоккейной лиге (SM-liiga) «Лукко». Входил в состав сборной Канады на чемпионатах мира. Завершил игровую карьеру в 2012 году в возрасте 43 лет.
Чемпион мира 2007 года, серебряный (2009) и бронзовый (1995) призёр мировых первенств. Один из наиболее возрастных голкиперов, игравших в финале чемпионатов мира (в 2009 году на момент финала Ролосону было более 39,5 лет). В 2004 году участвовал в Матче всех звёзд НХЛ и стал обладателем «Роджер Крозье Эворд». Трижды принимал участие в Матче всех звёзд Американской хоккейной лиги (АХЛ) (1995, 1996 и 2001), по итогам 2000/01 был включён в первую Сборную всех звёзд АХЛ и выиграл «Алдедж (Баз) Бастьен Мемориал Эворд» — приз лучшему вратарю лиги. В 1994 году стал лучшим хоккеистом и самым ценным игроком Hockey East, входящую в Национальную ассоциацию студенческого спорта (NCAA).
В сезоне 2012/13 являлся тренером в команде NCAA «УМасс Лоуэлл Ривер Хокс» и тренером вратарей клуба АХЛ «Норфолк Эдмиралс». С 2013 по 2016 год работал тренером вратарей в клубе «Анахайм Дакс». В сезоне 2013/14 из-за череды травм в команде, был резервным вратарём в матче против «Колорадо Эвеланш». С 2018 года тренер по катанию в команде WHL «Виктория Ройялс».

## Игровая карьера
Ролосон играл на молодёжном уровне в низших юниорских лигах Канады: Юго-западной юниорской хоккейной лиге (SWJHL), Юниорской хоккейной лиге районов Ниагары (NDJHL), Юниорской хоккейной лиге Метро (MetJHL) и Юниорской хоккейная лиге Золотой подковы (GHL). Из-за этого Дуэйн не участвовал в Драфте НХЛ, поступив в 1990 году в Массачусетский университет в Лоуэлле. Он начал играть за студенческую команду «Ривер Хокс», выступающую в конференции Hockey East — первом дивизионе Национальной ассоциации студенческого спорта (NCAA). Только в сезоне 1992/93 канадец стал основным вратарём «УМасс Лоуэлл»; в этом же году он был назначен новым капитаном команды. В своём четвёртом сезоне за Массачусетский университет Ролосон стал лучшим лучшим игроком и был признан MVP чемпионата Hockey East. Он номинировался на «Хобби Бэйкер Эворд» — приз лучшему игроку NCAA, но уступил в голосовании Крису Маринуччи. Вратарь не стал продолжать обучение в университете, подписав в качестве свободного агента контракт с Национальной хоккейной лиги (НХЛ) «Калгари Флэймз».
С 1994 года Ролосон начал играть в фарм-клубе «Калгари» в Американской хоккейной лиге (АХЛ) «Сент-Джон Флэймз». Во время первых двух сезонов вратаря выбирали для участия на Матче всех звёзд лиги. По окончании сезона 1994/95 Дуэйн вошёл в окончательный состав сборной Канады для игры на чемпионате мира 1995. Ролосон стал бронзовым призёром турнира, не проводя на нём ни одного матча. Он дебютировал в НХЛ в 1997 году, в возрасте 27 лет. В сезонах 1996/97 и 1997/98 он сыграл за «Калгари» 31 и 39 игр соответственно. Тем не менее в июле 1998 года канадец перешёл в «Баффало Сэйбрз», где основным вратарём являлся Доминик Гашек. На Драфте расширения НХЛ 2000 права на Ролосона перешли клуба «Коламбус Блю Джекетс», но новая команда НХЛ не стала подписывать канадского вратаря. Он должен был перейти в «Сент-Луис Блюз», но в итоге подписал контракт с их аффилированной командой АХЛ — «Вустер АйсКэтс». В сезоне 2000/01 Ролосон продемонстрировал лучшие процент отражённых бросков и коэффициент надёжности в АХЛ. Он был включён в первую Сборную всех звёзд лиги и стал обладателем «Алдедж "Баз" Бастьен Мемориал Эворд» — приза лучшему вратарю.

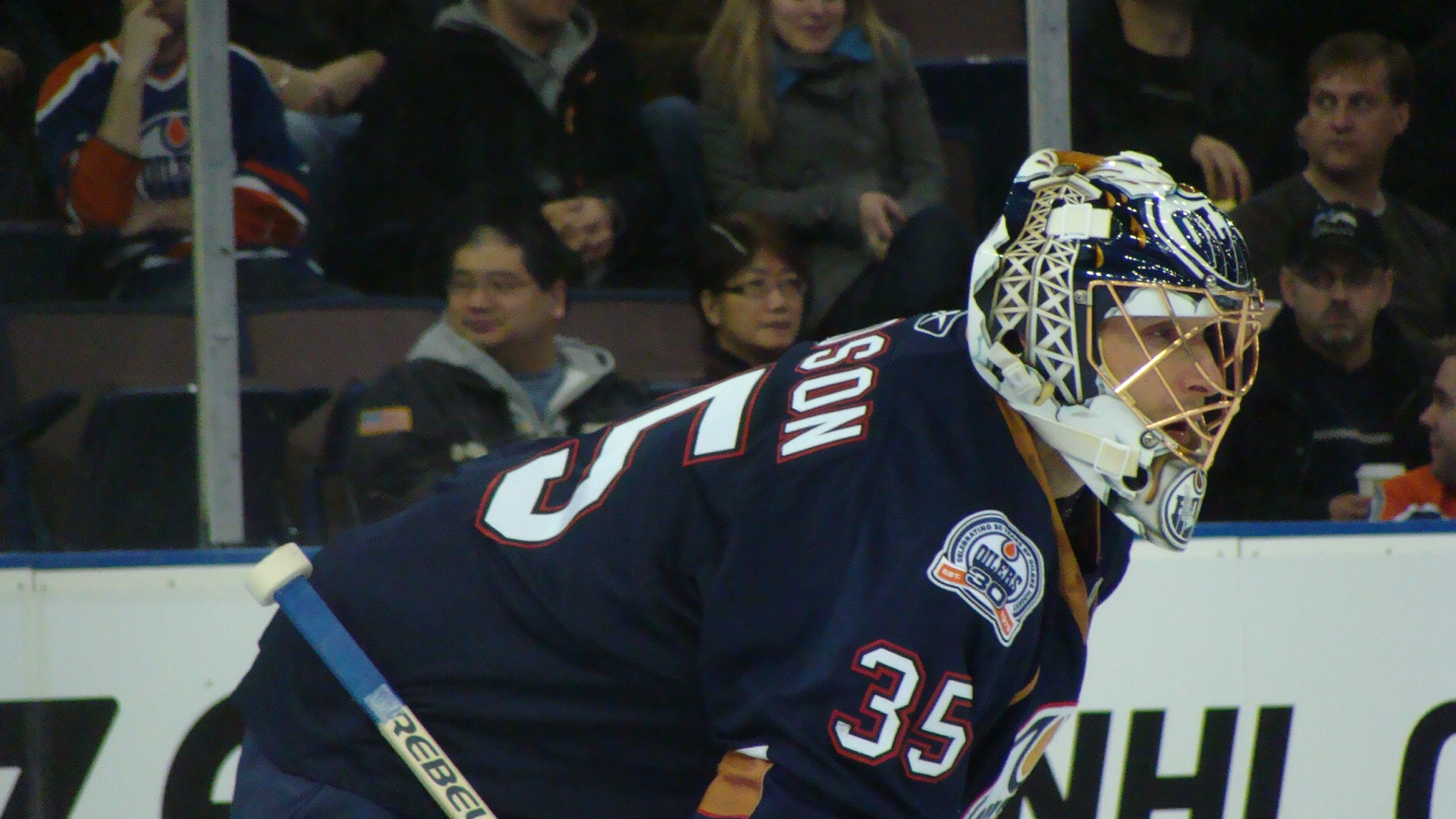
Ролосон в составе «Эдмонтон Ойлерз»

2 июля 2001 года Ролосон подписал контракт с клубом «Миннесота Уайлд». С сезона 2001/02 он стал основным вратарём команды НХЛ и больше не играл в фарм-клубах. Дуэйн играл за «Уайлд» на протяжении 4-х сезонов. Наиболее успешным для него стал сезон 2003/04, во время которого он впервые принял участие в Матче всех звёзд НХЛ, а по итогам чемпионата стал обладателем «Роджер Крозье Эворд». На период локаута в НХЛ, длившегося весь сезон 2004/05, канадец уезжал выступать в клуб Финской хоккейной лиги (SM-liiga) «Лукко». В Финляндии Ролосон показывал высокий уровень игры, его команда по итогам плей-офф заняла 4-е место, проиграв в матче за бронзовые медали ХПК. 8 марта 2006 года Дуэйн был обменян в «Эдмонтон Ойлерз» на выбор в 1-м раунде Драфта НХЛ 2007. Являясь основным вратарём команды, Ролосон внёс существенный вклад в успехи «Ойлерз» в Плей-офф Кубка Стэнли 2006. «Эдмонтон» вышел в финал, где проиграл в семиматчевой серии «Каролина Харрикейнз». По окончании сезона 2005/06 «Ойлерз» продлил контракт с вратарём на три года.
Ролосон являлся ещё три сезона стартовым вратарём «Эдмонтона», но команда больше не выходила в плей-офф. В этот период он принял участие в двух мировых первенствах — в 2007 и 2009 годах, став по их итогам чемпионом мира и серебряным призёром соответственно. В 2009 году Дуэйн, став свободным агентом, подписал двухлетний контракт с «Нью-Йорк Айлендерс». 1 января 2011 года вратаря обменяли в «Тампа Бэй Лайтнинг». После обмена в середине регулярного чемпионата, он вновь, как и пять лет назад, стал лидером своей новой команды в плей-офф. По итогам плей-офф Кубка Стэнли 2011 «Лайтнинг» до финала Восточной конференции, где в 7-м матче серии уступили будущему чемпиону лиги — «Бостон Брюинз». Дуэйн отыграл за «Тампу» сезон 2011/12, но предложения о продлении контракта от руководства не поступило, равно как и предложений от других клубов. И по окончании сезона Ролосон фактически завершил игровую карьеру в возрасте 43 лет. В июне 2013 года он принял предложение «Анахайма» о работе в клубе тренером вратарей. 2 ноября 2014 года Ролосон в срочном порядке был вызван в Денвер на игру против «Колорадо Эвеланш». Поскольку основной вратарь «Анахайма» Фредерик Андерсен был травмирован, его сменщик Джон Гибсон получил травму на разминке перед игрой, то с первых минут на матч вышел третий вратарь клуба Джейсон Лабарбера, а Ролосон был заявлен на матч в качестве запасного вратаря.

## Достижения
| Год  | Команда | Достижение                        | Достижение |
| ---- | ------- | --------------------------------- | ---------- |
| 1995 | Канада  | Бронзовый призёр чемпионата мира  |            |
| 2007 | Канада  | Чемпион мира                      |            |
| 2009 | Канада  | Серебряный призёр чемпионата мира |            |

| Год        | Команда                 | Достижение                                        | Достижение |
| ---------- | ----------------------- | ------------------------------------------------- | ---------- |
| 1994       | УМасс Лоуэлл Ривер Хокс | Попадание в первую Сборную всех звёзд Hockey East |            |
| 1994       | УМасс Лоуэлл Ривер Хокс | Игрок года Hockey East                            |            |
| 1994       | УМасс Лоуэлл Ривер Хокс | Самый ценный игрок турнира Hockey East            |            |
| 1995, 1996 | Сент-Джон Флэймз        | Участник Матча всех звёзд АХЛ (3)                 |            |
| 2001       | Вустер АйсКэтс          | Участник Матча всех звёзд АХЛ (3)                 |            |
| 2001       | Вустер АйсКэтс          | Обладатель «Алдедж (Баз) Бастьен Мемориал Эворд»  |            |
| 2001       | Вустер АйсКэтс          | Попадание в первую Сборную всех звёзд АХЛ         |            |
| 2001       | Вустер АйсКэтс          | Лучший процент отражённых бросков АХЛ             |            |
| 2001       | Вустер АйсКэтс          | Лучший коэффициент надёжности АХЛ                 |            |
| 2004       | Миннесота Уайлд         | Участник Матча всех звёзд НХЛ                     |            |
| 2004       | Миннесота Уайлд         | Обладатель «Роджер Крозье Эворд»                  |            |